# 莊銘耀
莊銘耀（1929年11月16日—2002年1月6日），中華民國海軍二級上將，本省人，生於日治臺灣高雄州高雄市，畢業於海軍官校41年班、美國海軍參謀學院，打過1953年的東山島戰役，尹清楓命案爆發時任職海軍總司令，也是史上第二位臺灣本省籍的中華民國海軍上將，更是第一位臺灣本省籍的海軍總司令，退伍後仍受李登輝與陳水扁兩人賞識與重用，出任駐日本代表，並在2000年政黨輪替時出任民進黨陳水扁政府第一位國家安全會議秘書長及亞東關係協會理事長，任內因病早逝。

## 生涯
莊銘耀於1948年進入位於青島的海軍軍官學校，1952年畢業於左營。
先後擔任中榮艦航海員，並參加東山島戰役，率領第一舟波登陸成功。
之後，莊銘耀留學日本學習魚雷（待確認）。返台後，續任海軍修械所工程師。其後歷任聯智艦艦長、中權艦（LST-202）艦長、太昭艦艦長、洛陽艦（DD-14）艦長、海軍第二軍區作戰組長、國防部作戰參謀次長室上校副處長、海軍新訓中心上校指揮官、海軍總部臺北勤務處少將處長、海軍一四二艦隊少將艦隊長、國防部情報參謀次長室少將助理次長、海軍總部人事署少將署長、海軍艦訓部中將指揮官、海軍總部中將參謀長、海軍中將副總司令，國防部上將軍備副部長等職務。
1991年7月1日晉任海軍二級上將，繼郭宗清之後，成為第二位本省人出身的海軍上將，亦是繼鄒洪、陳守山、郭宗清之後第四位臺籍上將，海軍總司令1992.05.01—1994.04.16  並於1992年5月1日成為首位臺籍海軍總司令，至1994年4月16日卸任。其後轉任總統府戰略顧問。
1996年5月30日，李登輝批准由莊銘耀出任駐日代表。2000年陳水扁當選總統後延攬其擔任國家安全會議秘書長。後因肝疾日篤，免除國安會職務，於2001年9月接替林金莖擔任亞東關係協會會長。
2002年1月6日因肝癌末期導致肝衰竭，於當日上午8時14分病逝於臺北榮民總醫院。

## 尹清楓案
1993年12月10日，爆發海軍總部武器系統獲得管理室上校執行長尹清楓命案。雖然案發之後海軍總部方面立刻成立軍法專案小組及善後處理小組調查處理各項事宜，然而因12月10日至12月14日間執行之內容及協商檢討全無紀錄，遭監察院於彈劾時任海軍總部軍法處長之劉錦安上校及海軍總部軍事檢察官之吳榮章中校二人時加以批評。外界不知尹案不能破，而因莊銘耀公佈郭璽的報告，用誣衊尹清楓，包庇設陷殺尹清楓的郭力恆、郭璽、涂太太與兇手們，當作軍檢警辦尹案的指標。據此柯士斌和楊子敬等赴新加坡偵訊涂太太，打趴台灣司法。

## 駐日工作
駐日代表任內，莊銘耀促成中華民國和日本斷交後中止的大阪航線於1998年4月復航，同年5月獲得日本國會一致通過出入國管理修正法，承認中華民國護照有效並取消斷交後對赴日臺灣人發行「渡航證明書」取代簽證之做法方式，並恢復對臺灣旅客的72小時過境免簽證，1999年9月日本政府並進一步放寬對臺灣觀光客赴日多次簽證之規定。除此之外，莊銘耀透過自己與日本自衛隊間之人脈，邀請日方退役將領到臺灣訪問，指導水雷作戰，是雙方斷交之後罕見的高層次軍事交流。

## 敦睦艦隊
敦睦艦隊的歷任指揮官中，1980年的莊銘耀繼1971年的劉和謙之後成為第二位擔任海軍總司令者。其於海軍參謀指揮大學正規班第16期同窗、1975年支隊長顧崇廉是第三位。第四位則是前國防部長李傑。除此之外莊、顧二人因緣甚多。顧崇廉繼莊銘耀之後成為洛陽艦艦長（李傑亦然），也接任莊銘耀之海軍總司令職務。

## 榮典
1971年莊銘耀曾當選國軍英雄。2000年9月6日獲總統陳水扁頒授一等景星勳章。辭世後，於2002年1月16日由總統明令褒揚：

總統令

中華民國九十一年一月十六日

華總二榮字第九一一○○○六○四○號
前國家安全會議秘書長、亞東關係協會會長莊銘耀，學裕才猷，志行貞固。早歲卒業海軍官校，旋即赴美、日等國深造，精研戰技，嫺諳韜略。其間參與臺海防衛及東山島諸役，謀勇兼備，夙著英聲。歷任海軍艦長、參謀長、後勤司令、副總司令、國防部副部長、海軍總司令等職，擘劃二代兵力整建，提升海軍建軍備戰，殫精竭智，成效卓著。民國八十五年出任臺北駐日經濟文化代表處代表，折衝壇坫，靖獻孔彰。嗣復膺任國家安全會議秘書長，翊贊中樞，勳猷並懋。曾當選國軍英雄暨獲頒一等景星勳章，聲徽益壯，群流共仰。綜其生平，持身謙恭恪慎，治軍風格樸實，忠藎謀國，績著旂常。遽聞溘逝，軫悼良深，應予明令褒揚，以示政府篤念勳耆之至意。
總　　　統　陳水扁

行政院院長　張俊雄

## 荣誉

### 中华民国勋章奖章
- 一等景星勋章（2001年9月6日于台北总统府颁授[3]）

## 評價
前海軍總部副參謀長蘭寧利中將：「他是我最敬佩的長官，在尹案期間他抵擋立委、媒體的強大壓力，以及軍外本軍同仁的暗劍，他沒有一句重話。他對刑事單位要求海軍總部少校以上軍官全面測謊要求，悍然拒絕。海軍有這種肩膀的長官幾乎早已絕跡。」
莊銘耀個性謙虛溫和，臨下以寬，甚受長官同僚敬重，且廣獲部屬愛戴。雖然官拜上將又擔任大使級職務，仍然兩袖清風，毫不聚歛家財。臺籍身分、日式教育的成長經驗、優異的工作表現、以及近劉和謙而遠郝柏村的派系位置使他先獲得李登輝的賞識與提拔，後為陳水扁所倚重。

## 外部連結
- 海軍忠義軍史：莊銘耀傳略
- 海軍教育訓練暨準則發展司令部歷任司令
- 監察院九十一年劾字第五號彈劾案文附懲戒執行情形

| 官衔           | 官衔                                                    | 官衔          |
| -------------- | ------------------------------------------------------- | ------------- |
| 前任： 林金莖  | 中華民國駐日代表 1996年5月30日－1999年12月22日          | 繼任： 羅福全 |
| 前任： 殷宗文  | 國家安全會議秘書長 2000年5月20日－2001年8月16日         | 繼任： 丁渝洲 |
| 军职           |                                                         |               |
| 中華民國國防部 |                                                         |               |
| 前任： 葉昌桐  | 中華民國海軍總司令 第十二任 1992年5月1日－1993年4月16日 | 繼任： 顧崇廉 |